# Zgodovina Japonske
Zgodovina Japonske raziskuje pretekla dogajanja na območju današnje Japonske in v njeni neposredni bližini od prazgodovine do danes. Prva človeška poselitev na japonskem otočju sega v prazgodovino. Obdobje Džomon je imenovano po lončevini z odtisi vrvi, sledilo pa mu je tisočletno postopno priseljevanje ljudstva Jajoj iz celinske Azije, ki je s seboj prineslo nove pomembne tehnologije. V tem obdobju je nastal prvi ohranjeni zapis o Japonski v Knjigi Hanov iz prvega stoletja. Japonska kraljestva so se med četrtim in devetim stoletjem postopoma združila pod centralno vlado cesarja, katerega dinastija se je obdržala do danes. Leta 794 se je cesarski dvor ustalil v Heianu blizu današnjega Kjota, kjer je ostal do 1185. V Obdobju Heian je doživela klasična japonska kultura zlato dobo. V versko življenje so sprejeli značilnosti tako šintoističnih kot budističnih običajev.
V naslednjih stoletjih se je moč cesarja in njegovega dvora prenašala na vojaški sloj samurajev. Klan Minamoto je ustanovil šogunat v Kamakuri, ki je prestal dve invaziji Mongolov. Leta 1333 jih je premagal tekmec za vodenje šogunata, s čimer se je začelo obdobje Muromači. Moč fevdalnih velikašev daimjojev je rasla in Japonska se je razdelila med podpornike različnih kandidatov za šoguna. Obdobje dolge civilne vojne se je končalo z združitvijo pod Odom Nobunagom in Tojotomijem Hidejošijem v 16. stoletju. Po Hidejošijevi smrti leta 1598 je stopil na oblast skrbnik in regent njegovega sina, Tokugava Iejasu, ki je ustanovil šogunat Tokugava v Edu. Obdobje Edo pomeni dve stoletji in pol trajajočo izolacijsko politiko in strog razredni sistem.
Ameriška vojaška ekspedicija v letih 1853–1854 je Japonsko prisilila v odprtje za trgovino in vrnila moč cesarju. V obdobju Meidži je nova nacionalna vlada državo preoblikovala v kapitalistično velesilo. Kljub demokratičnim težnjam oblasti pod cesarjem Taišom se je moč vojske večala. V dvajsetih in tridesetih letih je tudi večkrat ignorirala smernice uradne oblasti in organizirala ekspedicije na Korejski polotok, Mandžurijo in preostalo Kitajsko za pridobivanje ozemlja. Japonski napad na Pearl Harbor decembra 1941 je začel vojno za Tihi ocean. Japonci se kljub velikim izgubam in bombardiranjem mest niso hoteli predali. Združene države Amerike so končale vojno z uporabo jedrskega orožja nad mesti Hirošima in Nagasaki; japonski cesar Hirohito je 15. avgusta 1945 razglasil brezpogojno predajo. Povojna zavezniška okupacija se je končala leta 1952 z novo ustavo, ki je državo preobrazila v ustavno parlamentarno monarhijo. Povojna Japonska je uživala visoko gospodarsko rast in neverjeten tehnološki napredek, ki se je zavrl šele v devetdesetih letih. Leta 2011 je Japonsko prizadel močan potres in cunami, ki je sprožil eno večjih jedrskih nesreč v zgodovini.

## Pregled
| Trajanje                 | Era                      | Obdobje                  | Podobdobje          | Vrsta vladavine                                                        |
| ------------------------ | ------------------------ | ------------------------ | ------------------- | ---------------------------------------------------------------------- |
| 30.000–10.000 pr. n. št. | Japonski paleolitik      | Japonski paleolitik      | Japonski paleolitik | neznano                                                                |
| 10.000–900 pr. n. št.    | Prazgodovinska Japonska  | Džomon                   | Džomon              | neznano                                                                |
| 900 pr. n. št.–250       | Prazgodovinska Japonska  | Jajoj                    | Jajoj               | neznano                                                                |
| prib. 250–538            | Prazgodovinska Japonska  | Kofun                    | Kofun               | Cesarska oblast                                                        |
| 538–710                  | Klasično obdobje         | Asuka                    | Asuka               | Cesarska oblast                                                        |
| 710–794                  | Klasično obdobje         | Nara                     | Nara                | Cesarska oblast                                                        |
| 794–1185                 | Klasično obdobje         | Heian                    | Heian               |                                                                        |
| 1185–1333                | Srednjeveška Japonska    | Kamakura                 | Kamakura            | Šogunat Kamakura                                                       |
| 1333–1336                | Srednjeveška Japonska    | Obnova Kenmu             | Obnova Kenmu        | Cesarska oblast                                                        |
| 1336–1392                | Srednjeveška Japonska    | Muromači                 | Obdobje Nanboku-čo  | Šogunat Ašikaga                                                        |
| 1392–1467                | Srednjeveška Japonska    | Muromači                 |                     | Šogunat Ašikaga                                                        |
| 1467–1573                | Srednjeveška Japonska    | Muromači                 | Obdobje Sengoku     | Šogunat Ašikaga in dajmjoji sengoku                                    |
| 1573–1603                | Srednjeveška Japonska    | Obdobje Azuči-Momojama   | Obdobje Sengoku     | Oda Nobunaga, Tojotomi Hidejoši in Tokugava Iejasu                     |
| 1603–1868                | Zgodnja sodobna Japonska | Edo                      | Obdobje Tokugava    | Šogunat Tokugava                                                       |
| 1868–1912                | Sodobna Japonska         | Obdobje Meidži           | Predvojno obdobje   | Cesarska oblast                                                        |
| 1912–1926                | Sodobna Japonska         | Taišo                    | Predvojno obdobje   | Cesarska oblast                                                        |
| 1926–1945                | Sodobna Japonska         | Šova (predvojno)         | Predvojno obdobje   | Cesarska oblast                                                        |
| 1945–1952                | Povojna Japonska         | Šova (povojna okupacija) | Povojno obdobje     | Vrhovni poveljnik zavezniških zasedbenih sil general Douglas MacArthur |
| 1952–1989                | Povojna Japonska         | Šova (po okupaciji)      | Povojno obdobje     | Parlamentarna demokracija                                              |
| 1989–2019                | Povojna Japonska         | Heisei                   | Povojno obdobje     | Parlamentarna demokracija                                              |
| 2019-danes               |                          | Reiva                    |                     |                                                                        |

#### Geografsko ozadje
Gorato Japonsko otočje se razteza 3000 km od severovzhoda na jugozahod ob vzhodni azijski celinski obali na stičišču štirih tektonskih plošč. Pogosti so vulkanski izbruhi in močni potresi. Erozija strmih pobočij je zaradi hitrih rek razmeroma močna. Prevoz in infrastruktura sta se posledično preselila na obalo. Otočje je podnebno raznoliko z značilnim deževnih obdobjem poleti. Vulkanska prst in dolgo obdobje rasti čez leto v zmernem podnebju omogočata ekstenzivno kmetijstvo, ki podpira gosto poselitev.

## Japonski paleolitik
V času od zadnje ledene dobe (pred 2,58 milijoni let) do danes je bila globalna morska gladina periodično nižja, zato je bilo Japonsko otočje preko otoka Sahalin na severu vsaj občasno kopensko povezano s celinsko Azijo. Tudi Korejska ožina je bila v času zadnjega ledeniškega maksimuma pred približno 25.000 leti zelo ozka, kar je omogočilo prihod staroselcev na območje današnje Japonske. Najstarejši dokazi o človeški poselitvi segajo 40.000 let v preteklost, ko je bila Japonska otok. Staroselci so se preživljali z lovom in nabiralništvom. Sekira z izklesanim kamnitim robom se je pojavila pred 32–38.000 leti, kar 25.000 let prej kot na drugih koncih sveta, v uporabi je bila tudi enostavna posoda. Uporaba naprednih tehnologij je povezana s toplejšim podnebjem po svetu pred 20.000–30.000 leti, s katerim naj bi prebivalci Japonskega otočja veliko pridobili. Najstarejše fosile v jamah Jamašita in Širaho Saonetabaru so datirali 32.000–27.000 let v preteklost.
Kamenodobni ljudje so prišli na japonsko otočje po kopenskih mostovih iz jugovzhodne Azije, vzhodne Azije, Sibirije, verjetno pa tudi Kamčatke. Japonski rod se je oblikoval iz prvotnih kamenodobnih priseljencev, ljudstva Džomon in kasnejših priseljencev Jajoj iz južne Kitajske.

## Prazgodovinska Japonska
Obdobje traja od približno 10. tisočletja pr. n. št. pa do sredine 6. stoletja, ko je bila večina Japonske združena pod oblastjo v enem kraljestvu.

### Obdobje Džomon
V Obdobju Džomon (縄文時代 Džomon džidaj) je japonsko otočje naseljevalo ljudstvo Džomon, sprva okoli 20.000 ljudi, okoli 8000 pr. n. št. pa je gostota prebivalstva dosegla celo eno višjih ravni od katerekoli podobne nabiralniške kulture, zato je prišlo tudi do ekspanzije nazaj na območje vzhodne Azije in vzdolž pacifiške obale proti Ameriki, kar potrjujejo genetske preiskave. Današnji Japonci imajo manj kot 20 % genoma ljudstva Džomon.
Ime ljudstva je nastalo po vzorcu vrvi, saj so bili glineni izdelki pogosto okrašeni z odtisi vrvi v vlažni glini. Značilnost te kulture ob njenih začetkih je bila lončenina, slabo žgana in slabe kakovosti, metode izdelave pa so izvirale iz celinske Azije. V času te kulture se je Japonska ločila od celine, zato se je osamljena kultura počasi samostojno razvijala. Pogoste arheološke najdbe so ostanki orodja, nakita iz kosti, kamna, školjk in živalskih rogov, figure, posoda, lakirani izdelki in podobno. Šele zelo pozno so začeli z poljedelstvom ter živinorejo, zato jih pogosto primerjajo s predkolumbovskimi kulturami Severne Amerike, posebej pa še kulturo Valdivia v današnjem Ekvadorju, kjer se je kulturna slika razvijala znotraj konteksta lova (ribe - losos v toku reke Ojašio, školjke, srnjad, divja svinja, sladkovodne ribe) in nabiralništva (plodovi hrasta, bukve, navadnega kostanja, divjega kostanja, gomolj jama), redko kmetijstva. Zgodnje kmetijstvo je zaobjemalo gojenje dreves za pridobivanje laka in oreškov, gojenje soje, konoplje, buč, perille in fižola azuki. Pred 6500 leti se pojavi udomačena vrsta breskve. Največje obilje hrane in posledično najvišja koncentracija prebivalcev je bila na severnem Honšuju.
Od 4000-1500 pr. n. št. je prišlo do povečanja števila prebivalstva, podnebje je postalo bolj vlažno. Lončarske izdelke so pogosteje okraševali, pojavi se slog dogu (土偶 »glinene figure«), pogosti so izdelki iz lakiranega lesa. Poveča se kompleksnost zasnove zemljanke. Po tem obdobju se je prebivalstvo skrčilo, predvsem zaradi podnebne ohladitve, arheoloških najdb je manj.

### Obdobje Jajoi (900 pr. n. št.–250)
Obdobje Jajoi (弥生時代 Jajoi džidai, po soseski v Tokiju, kjer so bili odkriti prvi ostanki tega obdobja) se je začelo okoli 900 pr. n. št., ko se je preko Korejskega polotoka na Japonsko doseljevalo ljudstvo Jajoi z južne Kitajske (letno 350–3.000 ljudi), čeprav podatek ni zanesljiv zaradi politične nestabilnosti na Kitajskem v tem času. Tehnološke inovacije so se po Japonski širile s severa otoka Kjušu. S sabo so prinesli korejski tip naselbin, vlažno vzgajanje riža, metalurško obdelavo brona in železa, nove sloge lončarstva, kot je Mumun, proizvodnjo svile, steklarstvo, obdelavo lesa, več je kmetijstva - udomačili so konja in govedo.
Sodobni Japonci so bolj sorodni ljudstvu Jajoi kot Džomon, najbolj na jugozahodu Japonske, kar nakazuje na množično priseljevanje, ki je se je zlilo s populacijo ljudstva Džomon oz. jo izpodrinilo. Ljudstvo Ainu na severu je genetsko bližje ljudstvu Džomon. Na koncu obdobja Jajoi je na Japonskem otočju živelo 1,5-4,5 milijona ljudi. Zdravstveno stanje ljudi v Obdobju Jajoi je bilo boljše, pojavila se je tehnologija shranjevanja živil. Družba se je razslojila (ločeni grobovi, pojav tetovaž), pojavil se je vojaški sloj, nastale so utrdbe. Pomembno arheološko najdišče iz tega obdobja je Jošinogari.
V Obdobju Jajoi se je Japonska razdelila na več kraljestev. Knjiga Hanov, končana okoli leta 82, prva omenja Japonsko (Va), ki naj bi bila razdeljena na 100 kraljestev. Kasnejše kitajsko delo Zapisi treh kraljestev, napisano leta 240, omenja samo eno kraljestvo Jamatai, ki ga vodi monarhinja Himiko, točnost nahajališča in upodobitve pa sta vprašljiva.

### Obdobje Kofun (250–538)
V obdobju Kofun (古墳時代 Kofun džidai, dobesedno »obdobje starodavnih pokopnih gomil«) se je Japonska sčasoma združila v enotno državo, to je prvo dokumentirano obdobje japonske zgodovine. Moč oblastnikov se kaže v gradnji ogromnih pogrebnih gomil (tumulus ali kofun), kakršna je Dejsenrjo kofun v Osaki, dolga 486 metrov, oblikovana kot ključavnica. Gomilo so gradili 15 let. Napolnjena je bila z lončenimi figurami konj in bojevnikov v slogu haniva. Šintoistično verovanje je prevladovalo, budistični vplivi so Japonsko dosegli v 6. stoletju.
Središče poenotene države je bilo v Jamatu v regiji Kinai na osrednjem Japonskem. Vladarska linija Jamato še vedno velja za najdlje vladajočo dinastijo na svetu. Ekspanzija po japonskem otočju je potekala s silo, še pogosteje pa z dogovori z vladarji obrobnih kraljestev. Pomembnim klanom, ki so se na tak način pridružili Jamatu, pravimo udži. Kitajski zapiski omenjajo pet zaporednih uspešnih vladarjev iz dinastije Jamato (Pet kraljev Va). Obrtniki ter šolniki s Kitajske in iz Treh korejskih kraljestev (t.i. toraidžin) so bili zelo spoštovani, saj so prinašali znanje in administrativne veščine s celine. Na Japonskem so začeli uporabljati kitajske pismenke, cenjen je bil celinski literarni slog. Trgovinski in diplomatski stiki s celino so bili močni.

## Klasično obdobje (538–1185)

### Obdobje Asuka (538–710)
Obdobje Asuka (飛鳥時代 Asuka džidai, po prestolnici Asuki, današnja prefektura Nara) se je pričelo s predstavitvijo budizma na Japonskem leta 583 iz korejskega kraljestva Baekje, čeprav je datum morda umetno nastavljen. Od takrat sta domorodni šintoizem in budizem soobstajala in se tudi pogosto mešala v šinbucu-šugo. Pojavu budizma je sledila preureditev celotne države, ko je državo skoraj 70 let od leta 587 (po zmagi nad šintoističnima klanoma Mononobe in Nakatomi) iz ozadja vodil budistični klan Soga. Pomemben lik pri sprejemanju sprememb je bil princ Šotoku (regent do leta 622). Naročil je sedemnajstčlensko ustavo, kodeks po vzoru konfucianističnega prava. Upravo je reformiral s sistemom dvanajstih rangov, ki je temeljil na konfucianističnih načelih, nadomestil je dotedanje dedno nasledstvo. Leta 603 je uvedel japonski koledar. Postaviti je dal številne templje, samostane in svetišča, med najbolj znanimi je svetišče Horju-dži, ustanovljeno leta 607. Istega leta je v pismo na Kitajsko vključil: »vladar dežele, kjer Sonce vzhaja, pošilja to sporočilo vladarju, kjer Sonce zahaja«, kar je bil rahla žaljivka, saj naj bi Kitajska dobila veneče sonce, gre pa tudi za eno prvih uporab pismenk 日本 (Nihon, izvor sonca) za imenovanje japonske države. Uradno sta se uveljavili leta 670.
Leta 645 sta princ Naka no Oe, sin princa Šotokuja in Fudživara no Kamatari, ustanovitelj klana Fudživara, v udaru, imenovanem incident iši, z oblasti odstranila klan Soga. Njuna vlada je uveljavila t. i. reforme Taika, ki so med drugim nacionalizirale vso japonsko zemljo za enakopravno razdelitvijo med kmetovalce, naročila sta popis domov za nov sistem obdavčenja.
Džišinska vojna za prestol leta 672 med princem Oamom in princem Otomom je spodbudila nove upravne reforme pod kodeksom Taiho. Centralna vlada in lokalne vlade so bile natančneje strukturirane. Nastali sistem (ricurio - zgodovinski pravni sistem, ki temelji na filozofiji konfucijanstva in kitajskega legalizma na Japonskem), ki se je razvijal že od reform Taika po vzoru kitajske centralizirane vlade, je veljal pol tisočletja,

### Obdobje Nara (710–794)
Obdobje Nara (奈良時代 »Nara džidai«, po sedanjem mestu Nara, kjer je bila prestolnica) imenujemo tudi zlati vek Japonske. Dvor v Nari je bil zgrajen po vzoru kitajskega mesta Čangan (prestolnica dinastije Tang). Pred 8. stoletjem se je po cesarjevi smrti prestolnica navadno preselila v rojstni kraj novega cesarja, saj naj bi bil kraj, kjer je cesar umrl, zaklet, povečanje števila uradnikov v vladi pa je zahtevalo takšno ustalitev. Dvor, imenovan Heidžo-kjo, je deloval do leta 784, ko se je preselil v Nagaoko. Japonska postane centralizirana uradniška država. V obdobju sta nastali najstarejši ohranjeni japonski pisani deli Kodžiki in Nihon Šoki. Vsebujeta mit stvarjenja in nastanek cesarske dedne linije iz božanskega. Proti koncu 8. stoletja nastane tudi ena lepših zbirk japonske poezije vaka z naslovom Man'jošu, v kateri se avtorji odmaknejo od kitajskega sloga.
Večina ljudi je živela na podeželju, ukvarjali so se s kmetijstvom, častili so božanstva narave kami in duhove prednikov. Japonsko je v Obdobju Nara pretreslo veliko katastrof; epidemija črnih koz je pobila četrtino prebivalstva, veliko je bilo požarov, poplav in lakote. Cesar Šomu (vladal 724-749) je nesreče pripisoval pomanjkanju pobožnosti, zato je povečal vladno podporo budizmu, zgraditi je dal svetišče Todai-dži. Upad prebivalstva se je nadaljeval v obdobje Heian.

### Obdobje Heian (794–1185)
Obdobje Heian (平安時代 Heian džidai, dobesedno »obdobje spokojnosti in miru«) se je začelo z ustalitvijo cesarskega dvoja pri Kjotu in končalo z zmago in prevzemom oblasti klana Minamoto leta 1185, kar je popeljalo Japonsko v srednji vek.
Leta 784 je cesar Kanmu dvor zaradi boljše preskrbe z vodo bežno preselil v Nagaoka-kjo, zaradi mnogih nesrečnih dogajanj v mestu pa kmalu spet leta 794 v Heian-kjo v bližini Kjota, kjer se je prestolnica obdržala do leta 1868, ko so jo (neuradno) prestavili v Tokio. Politična moč se je na začetku obdobja hitro premikala h klanu Fudživara, kar so dosegli s spretnimi porokami v cesarsko družino; iz klana Fudživara so izhajale matere mnogih cesarjev. Leta 858 se je Fudživara no Jošifusa razglasil kot sešo - (naslov, podeljen regentu, ki je bil imenovan, da deluje v imenu otroka cesarja pred njegovo polnoletnostjo ali vladajoče cesarice), njegov sin, Fudživara no Motocune, pa je ustanovil pisarno kanpaku, ki je lahko vladala v imenu vsakega cesarja. Fudživara no Mičigana, vešč državnik, ki je leta 996 postal kanpaku, je štiri lastne hčerke poročil z japonskimi cesarji. Klan Fudživara se je držal moči do leta 1086, ko je cesar Širakava odstopil prestol sinu, cesarju Horikavu, a še vedno obdržal politično moč iz ozadja. Tej praksi pravimo tudi insei ali samostanska uprava/vlada, ki jo vodi upokojeni cesar. Njen namen je bil spodkopavanje moči klana Fudživara vse do vzpona šogunata Kamakura leta 1192.
Med obdobjem Heian se je zaradi notranjih političnih iger in večjega zanimanja dvorjanov za umetnost kot upravljanje moč cesarskega dvora zmanjševala. Zadeve izven prestolnice so večinoma zanemarjali, kar so izkoriščali lokalni plemiči in verski redovi za kopičenje zemlje (v 11. stoletju so imeli več zemlje kot centralna vlada). Prihodki dvora so se manjšali, zato je bilo vzdrževanje narodne vojske težje. Lastniki zemlje so z davčnimi prihodki vse lažje organizirali lastne samurajske vojske. Največja med njimi, klana Taira in Minamoto, je centralna vlada redno zaposlovala za zatiranje uporov in piratstva. Leta 1156 je prišlo do spora med dvema potencialnima naslednikoma za prestol, cesarjem Go-Širakavo in cesarjem Sotokujem. Vsak je zaposlil vojsko enega od dveh velikih klanov, kar je sprožilo tri desetletja trajajoč spor, ki se je končal leta 1185 z zmago klana Minamoto v Genpejski vojni.
Prebivalstvo se je proti koncu obdobja Heian po več stoletjih stabiliziralo, pojavil pa se je obsežni razred sužnjev, sestavljen iz velikega števila revnih kmetov, dolžnikov in zločincev, prodanih v okove.
Cesarski dvor je postal središče visoke umetnosti in kulture. Diplomatske misije na Kitajsko k dinastiji Tang, ki so se začele leta 630, so v 9. stoletju večinoma zamrle zaradi notranjepolitičnih sporov na Kitajskem, kar je botrovalo nastanku bolj tipično japonskih oblik umetnosti in poezije. Največji dosežki literature iz obdobja sta zbirki poezije Kokin Vakašu (古今和歌集, »Zbirka japonskih pesmi starodavnih in modernih časov«) in Tosa Nikki (Dnevnik Tosa 土佐日記) Ki no Curajukija, zbornik Knjiga na blazini (枕草子, Makura no Sōši) Sei Šonagon ter Princ in dvorne gospe (源氏物語 / Gendži monogatari) romanopiske Murasaki Šikibu. Poleg mesta Heian-kjo je večji arhitekturni dosežek dobe tudi tempelj Bjodo-in, dokončan leta 1053. V pisanju so se pojavili silabariji kana.

## Srednjeveška Japonska (1185–1603)

### Obdobje Kamakura (1185–1333)
Obdobje Kamakura (鎌倉時代 Kamakura džidaj mesto, kjer je bil šogunat) pomeni v japonski zgodovini čas vladavine šogunata klana Minamoto, ki se konča leta 1333 z uničenjem šogunata in vzpostavitvijo cesarske oblasti pod cesarjem Go-Daigom. Po prevzemu moči je Minamoto no Joritomo vladal s cesarskim dvorom v Kjotu, čeprav je ustavil svojo vlado v Kamakuri na vzhodu Japonske blizu današnjega Tokia. Leta 1192 je cesar razglasil Joritomo seii tai-šogun (征夷大将軍; vzhodni barbarski pokorni veliki general), skrajšano kot šōgun, kar je vse do leta 1868 nato pomenilo vojaškega diktatorja na Japonskem. Cesarski dvor in šogunat sta se medsebojno legitimirala, moč starejših inštitucij je bila zmanjšana. Oblast, ki jo je ustvaril, je bila decentralizirana in fevdalna, izmed svojih vazalov (gokenin (御家人)) je izbiral upravnike provinc pod nazivi šugo (守護) ali džito (地頭). Šogunat jim je dovolil lastne vojske in samoupravo na področju prava.
Po smrti Minamota no Joritoma leta 1199 se je urad šoguna oslabil. Iz ozadja ga je začela voditi Masako Hodžo, leta 1203 je postal njen oče Tokimasa Hodžo regent Joritomovemu sinu. Šoguni Minamoto so postali lutke regentom iz klana Hodžo. Leta 1221 je upokojeni cesar Go-Toba zanetil Džokjujsko vojno, da bi vrnil moč cesarskemu dvoru. Spodleteli poskus se je končal z njegovim izgonom na otok Oki, skupaj z dvema drugima cesarjema, upokojenim cesarjem Cučimikadom in cesarjem Džuntokujem, ki sta bila izgnana v provinco Tosa oziroma na otok Sado. Šogunat je še bolj utrdil svojo politično moč v primerjavi s kjotsko aristokracijo.
V letih 1274 in 1281 je mongolski vladar Kublajkan sprožil dve invaziji na Japonsko. Samurajske vojske, mobilizirane iz celotne Japonske, so bile slabše oborožene in manj številne, a so obakrat uspešno branile Kjušu, dokler nista tajfuna, imenovana kamikaze (神風 »dobesedno božji veter«), uničila mongolsko floto. Obramba je tako izčrpala finance šogunata, da ni mogel povrniti vazalom za sodelovanje, kar je skrhalo odnose s samurajskim/vojaškim slojem. Do konca šogunata je prišlo, ko je leta 1333 cesar Go-Daigo sprožil upor proti šogunatu. General Ašikaga Takaudži, ki naj bi upor zatrl, se je pridružil silam cesarja in končal šogunat Kamakura.
Japonska je kljub pretresom od okoli leta 1250 doživljala blaginjo in rast, na ruralnih območjih se je povečala uporaba železnega orodja, gnojil, naprednih namakalnih tehnik in kolobarjenja. Povečala se je produktivnost in vasi so rasle. Manj je bilo lakote in epidemij, zato so tudi mesta rasla in cvetela. Budizem, ki je bil do tedaj religija višjih slojev, so pomembni menihi, kot sta bila Honen in Ničiren, približali ljudem. Zen budizem je postal priljubljen med samuraji.

### Literarni napredki v poznem Heianu in obdobju Kamakura
Poezija vaka je cvetela. Aristokrat Fudživara no Šunzei je bil njen glavni ustvarjalec, saj je na zahtevo cesarja Go-Širakava zbral Senzai Vakašū (千載和歌集, »Zbirka tisočletja«) cesarsko zbirko tisočletja. Antologija je bila naročena leta 1183, dokončana pa šele pet let kasneje, saj je želel avtor vključiti poezijo poraženega klana Taira, da bi pomiril njihovo maščevanje. Vsebovala je tudi pesmi 33 pesnic, kar je največ izmed katerekoli zbirke iz obdobja. Šunzejev sin Fudživara no Teika (藤原定家), antolog, kaligraf, literarni kritik, romanopisec, pesnik in pisar, je postal še pomembnejši, saj je njegov okus za poetično umetnost oblikoval nazore vse do 20. stoletja. Skoraj vse, kar vemo o pesniškem ustvarjanju iz časa njegovega življenja, so stvari, ki so se mu osebno zdele vredne ohranitve. Sodeloval je pri ustvarjanju osme cesarske zbirke Šin kokin vakašu (新古今和歌集, »Nova zbirka starodavnih in sodobnih pesmi«) in je skupaj s Saigjojem in cesarjem Go-Tobom med najboljšimi pesniki v zbirki. Več stoletij kasneje ga je Macuo Bašo izbral za predstavnika poezije vaka.
Tretji šogun Minamoto no Sanetomo (源実朝, 1192 – 1219) je prvi vidni pesnik obdobja Kamakura. Sanetomo je bil nadarjen pesnik, ki je med 17. in 22. letom starosti napisal več kot 700 pesmi, medtem ko ga je učil Fujiwara no Teika. Izdal je svojo zasebno zbirko vaka Kinkai vakašū, enega svojih tankov je celo vključil v antologijo Ogura Hjakunin Isšu (»100 pesmi 100 pesnikov«), zbirko japonskih pesmi iz obdobja Heian in zgodnjega Kamakura. Sanetomo je leta 1218 dosegel tretji najvišji položaj na cesarskem dvoru, udaidžin (minister desnice ali »podpredsednik vlade«).
Svečeniki Zen budizma so ustvarjali poezijo kanši v kitajščini. Šotecu je vidnejši pesnik v slogu vaka, po njem pa se je kompozicija izgubila do sodobnih časov.
V obdobju Kamakura je bil popularen žanr vojaškega epa. Zgodbo o Heikeju (平家物語, Heike Monogatari), iz 13. stoletja, ki prikazuje vzpon in padec klana Taira, vidijo mnogi kot japonski narodni ep, nekateri so mu dali celo naziv unikatnega in nesmrtna japonskega epa.

### Obnova Kenmu (1333–1336)
Obnovo Kenmu (建武の新政 Kenmu no šinsej) je sprožil cesar Go-Daigo za vrnitev politične moči cesarski hiši in obnovitev civilne vlade po skoraj stoletju in pol vojaške vladavine. Cesar je želel obnoviti družben in političen sistem obdobja Heian, kar ni bilo po godu samurajskim klanom. Takaudži Ašikaga je želel zaščititi cesarja pred izbruhom novih uporov. Ko je želel Hodžo Tokujuki leta 1335 obnoviti šogunat Kamakura, ga je Takaudži Ašikaga zatrl in si sam prisvojil Kamakuro. Nadel si je naziv sei'i tai-šogun, a ga cesar ni podprl. Poslal je druge generale za prisvojitev Kamakure. Takaudži Ašikaga je julija 1336 po odločilni bitki pri Minatogavi osvojil Kjoto.

### Obdobje Muromači (1336–1568)
Obdobje Muromači (室町時代 Muromači džidaj, po okrožju Kjota, znano tudi kot obdobje Ašikaga) je obdobje japonske zgodovine, ko je državi vladal šogunat Ašikaga.

#### Obobje Nanboku-čo (1336–1392)
Takaudži Ašikaga je po osvojitvi Kjota na prestol imenoval cesarja Komjoja, člana cesarske družine, ki ga je bil voljan imenovati za šoguna. Cesar Go-Daigo je prebegnil v Jošino, mesto južno od Kjota, od koder je vodil rivalsko vlado. Obdobje Nanboku-čo (南北朝時代 Nanboku-čo džidaj, Obdobje severnega in južnega dvora) zaznamuje petdesetletno rivalstvo med severno in južno vejo cesarske rodbine. Šogunat je bil decentraliziran po vzoru obdobja Kamakura, kjer se je lokalna moč dodelila fevdalnim velikašem - daimjojem, ki so postajali vse bolj samovoljni in šoguna pogosto niso upoštevali. Pomembnejši šogun Jošimicu Ašikaga je leta 1392 izpogajal premirje, ki je združilo oba dvora in končalo državljansko vojno. Moč šogunata pa je vseeno slabela.

#### Obdobje Sengoku (prib. 1467–prib. 1603)
Proti koncu zadnjega stoletja vladavine Ašikaga je japonska zašla v novo, nasilnejšo državljansko vojno, ki se je začela z Oninsko vojno leta 1467, končala pa šele z ustalitvijo vladarske moči pri Tokugavah v obdobju Edo. Oninska vojna naj bi določila naslednika šoguna. Daimjoji so se borili za svojega izbranega vodjo, zaradi bojevanja pa celo požgali Kjoto. Ko je bilo nasledstvo leta 1477 dogovorjeno, je bila šogunova moč v primerjavi s fevdalnimi velikaši zanemarljiva, Japonska pa je bila razdeljena na stotine neodvisnih državic. Obdobje Sengoku (戦国時代 »Sengoku džidai«, dobesedno »obdobje bojujočih se držav«) so zaznamovali boji med daimjoji za nadzor nad državo, socialni in politični nemiri ter skoraj stalno bojevanje. Svoje vojske so imeli tudi t. i. bojevniški menihi in uporniški kmetje. Simbol dobe je nindža, vešč vohun in ubijalec, popolno nasprotje samuraja, ki se je boril častno v direktnem boju.
Leta 1543 je kitajska ladja med viharjem nasedla pri japonskem otoku Tanegašima, južno od Kjušuja. Na njej so bili trije portugalski trgovci, prvi Evropejci, ki so kdaj koli dosegli Japonsko. Kmalu so se trgovske ekspedicije razmahnile. Med najpomembnejšimi uvozi je bila mušketa, do leta 1556 so jih daimjoji v svojih vojskah uporabljali že preko 300.000. Evropejci so s seboj prinesli krščanstvo, ki se je razširilo predvsem na jugu Japonske. Med prvimi misijonarji iz tega časa je bil jezuit Frančišek Ksaverij, a so bile razmere za delovanje misijonov na Japonskem precej težavne.
Japonska je leta 1450 štela 10 milijonov prebivalcev (v primerjavi s 6 milijoni na koncu 13. stoletja). Obdobje relativne blaginje se je nadaljevalo še iz obdobja Kamakura. Trgovina s Korejo in Kitajsko je cvetela. Daimjoji so začeli kovati lastne kovance, kar pomeni, da je bilo storitve in dobrine prvič moč plačevati z denarjem in ne več z menjavo z drugimi storitvami in dobrinami. V tem obdobju so se pojavile danes najbolj znane umetniške oblike, kot so ikebana, slikarska tehnika sumi-e, japonski obred pitja čaja, vrtnarjenje, bonsaj, noh-gledališče, ipd. Pomembnejši spodbujevalec tega kulturnega razcveta, imenovanega Obdobje Higašijama, je bil šogun Jošimasa Ašikaga. Obdobje se je zaključilo z razpustitvijo šogunata Ašikaga leta 1568, ko je Oda Nobunaga vkorakal v Kjoto.

### Obdobje Azuči-Momojama (1573–1603)
V krajšem obdobju na koncu 16. stoletja sta dva velika vojaška vladarja, Oda Nobunaga in Tojotomi Hidejoši, postopoma poenotila Japonsko. Obdobje Azuči-Momojama (安土桃山時代 Azuči-Momojama džidai) je imenovano po gradovih, s katerih sta vladala. Nobunaga iz province Ovari si je priboril veliko moči in spoštovanja z zmago v bitki pri Okehazami, kjer je premagal veliko večjo vojsko dajmjoja Jošimota Imagava. Znan je bil po taktični dovršenosti vojaških podvigov in neusmiljenosti. Spodbujal je nadarjene može, ne glede na njihov socialni status, kar je vključevalo tudi njegovega služabnika Hidejošija. S sprejetjem krščanstva je netil sovraštvo do budističnih nasprotnikov in si pridobival naklonjenost evropskih trgovcev z orožjem. Vojsko je opremil z mušketami. Leta 1582 je Nobunaga združil večino klanov na Honšuju, a ga je v napadu na taborišče ubil lasten oficir, Micuhide Akeči. Hidejoši je zatrl njegovo vstajo in kot Nobunagov naslednik dokončal delo poenotenja Japonske. Sprožil je velike kulturne spremembe; vsem kmetom je zasegel orožje, omejil je moč dajmjojev, preganjal kristjane, kmetom in samurajem je prepovedal menjavo socialnega statusa, temeljito je dal raziskati lastništvo zemlje in večini obdelovalcev zemlje podelil status neplemiča, s čimer je večina japonskih sužnjev pridobila svoboščine.
Z večanjem moči so se večali Hidejošijevi apetiti po Kitajski. V letih 1592 in 1597 je sprožil dve veliki invaziji na Korejski polotok, a mu ni uspelo poraziti korejske in kitajske vojske. V želji ustvariti veliko dinastijo je svoje najbolj zveste zaupnike prosil za zvestobo sinu Tojotomiju Hidejoriju, a se je po Hidejošijevi smrti leta 1598 skoraj takoj začel boj za oblast med Hidejorijevimi podporniki in nekdanjim Hidejošijevim zaveznikom, dajmjojem Tokugavo Iejasom. V bitki pri Sekigahari leta 1600 si je priboril zmago, ki je pomenila začetek 268-letne vladavine klana Tokugava.

## Zgodnja sodobna Japonska (1603–1868)

### Obdobje Edo (1603–1868)
Obdobje Edo (江戸時代 Edo džidai, po mestu, kjer se je nahajal sedež šogunata, tudi obdobje Tokugava 徳川時代 Tokugava džidai) je bilo razmeroma mirno in stabilno obdobje japonske zgodovine, ko je bila družba pod oblastjo šogunata Tokugava s sedežem v vzhodnem mestu Edu (današnji Tokio). Cesar Go-Jozei je leta 1603 Tokugavu Iejasu podelil naziv šoguna, a se je moč šogunata uveljavljala še kar nekaj časa, predvsem v odnosu do klana Tojotomi in Rjukjuškega kraljestva. Zakoni z začetka obdobja so omejevali odgovornosti dajmjojev, ki so morali vsako drugo leto preživeti v Edu. Edo se je pod centralizirano oblastjo hitro razvijal in rasel, okoli leta 1720 je postal celo največje mesto na svetu. Vlado je vodil svet rodžu, ki je kot birokrate zaposloval samuraje. Cesar je bil nastanjen v Kjotu, a mu je bila odvzeta vsa politična moč.
Šogunat Tokugava je za ohranjanje reda in miru uvedel visoke kazni, kot je križanje, obglavljanje in vretje v vodi za najmanjše prestopke, zločinci visokega stanu pa so se lahko odločili za ritualni samomor sepuku, zarezanje v lastno drobovje. Kristjane so šteli za grožnjo in jih zatirali, po uporu Šimabara leta 1638 pa je bila krščanska vera celo prepovedana. Da bi preprečil spore, ki bi jih prinesle tuje ideje, je tretji šogun Tokugava Iemicu sprejel politično doktrino sakoku, ki je Japonsko izolirala, Japoncem je preprečevala potovanja v tujino, vračanje iz tujine in gradnjo plovil. Edini Evropejci, ki jim je bil omogočen dostop do Japonske, so bili Nizozemci, pa še to samo na trgovski postojanki na otoku Dedžima. Dedžima (出島, »izhodni otok«), v 17. stoletju imenovan tudi Cukišima (築島, »zgrajeni otok«), je bil umetni otok ob Nagasakiju, ki je služil kot trgovska postaja za Portugalce (1570 –1639) in nato Nizozemce (1641–1854). 220 let je bil osrednji kanal za zunanjo trgovino in kulturno izmenjavo z Japonsko v izolacionističnem obdobju Edo (1600–1869) in edino japonsko ozemlje, odprto za Zahodnjake. Trgovanje je bilo dovoljeno tudi Kitajcem in Korejcem, a je bilo veliko blaga, tudi knjige, prepovedano uvažati.
V prvem stoletju vladavine Tokugava se je število prebivalcev podvojilo na 30 milijonov in ostalo stabilno do konca, predvsem zaradi kmetijskega razvoja. Šogunat je gradil ceste, ukinil pristojbine za uporabo cest in mostov, standardizirali so kovance, kar je pripomoglo k blaginji obrtnikov in trgovcev v mestih. Ta so začela rasti, a je 90 % ljudi še vedno živelo na podeželju. Večja družbena sprememba je bilo višanje stopnje pismenosti, tako v besedi kot v matematiki. Veliko število zasebnih šol, navadno v okviru templja ali svetišča, je stopnjo dvignilo celo do 30 %, kar je Japonsko uvrščalo med razvitejše države tistega časa. Na leto je bilo natiskanih na stotine literarnih in poljudnih del.
Macuo Bašō (1644–1694) je populariziral haiku, pojavile so se razkošne dramske igre s petjem kabuki in lutkovne predstave bunkaru Monzaemona Čikamacuja (1653–1725). Največji podporniki poezije in gledališča so bili bogati trgovci, ki naj bi živeli hedonistična življenja ukijo (lebdeče življenje). Pogosto so plačevali za usluge kurtizan oiran in zabave z gejšami, katerih glavna vloga je bila zabavanje gostov (npr. z glasbo), pogosto pa so služile tudi kot prostitutke v bordelih jukaku. Razvijali so se romani ukijo-zoši in umetnosti ukijo-e, tiskovine na lesu, navdihnjene z življenjem bogatih.

#### Postopni propad šogunata Tokugava
Proti koncu 18. stoletja je moč šogunata slabela, predvsem zaradi upočasnjene rasti in razvoja v kmetijstvu, vlada je slabo ravnala z uničujočo lakoto Tenpō, zato so se kmetje upirali in dohodki vladi so se manjšali. Plače mnogih samurajev so se posledično nižale in pogosto so morali dodatno delati za preživetje, kar je netilo nezadovoljstvo in na koncu pripeljalo do padca šogunata Tokugava.
Med ljudmi so postale priljubljene nizozemske knjige o znanosti in na sploh preučevanje zahodnjaške miselnosti (rangaku), od koder so črpali nove ideje in področja učenja. Po drugi strani pa se je odprlo tudi področje preučevanja lastne narodne identitete (kokugaku) in vrednot, ki so bile bolj naklonjene cesarski oblasti, šintoističnim koreninam Japoncev in japonski mitični preteklosti »epohe bogov] kot smernicam šogunata, ki je cenil kitajsko neokonfucijansko miselnost.
Priplutje flote ameriških ladij pod poveljstvom admirala Matthewa C. Perryja leta 1853 je povzročila velik prevrat v japonski zgodovini. Ker šogunat ni imel obrambnih sil, se je moral podrediti ameriškim zahtevam po odpravi izolacijske zakonodaje in odprtju pristanišč za mednarodno trgovino. Japonska je bila prisiljena v sprejetje več t. i. »neenakih pogodb« z evropskimi državami, po katerih je bilo dovoljeno priseljevanje in obiskovanje Japonske s strani teh držav, prepovedali so posebne tarife na uvozne izdelke in sodne obravnave na sodiščih. Nesposobnost šogunata je ujezila mnoge Japonce. Samuraji dveh južnih domen Sacuma in Čošu so sprejeli nacionalistične doktrine in slogane (npr. sonno džoi), izhajajoče iz šole kokugaku, in se združili v zavezništvo. Avgusta 1866 je zavladal šogun Jošinobu Tokugava, a se je boril za ohranitev legitimnosti, ljudski nemiri so se nadaljevali. Novembra 1867 je formalno odstopil, domeni Sacuma in Čošu sta 1868 prepričali mladega cesarja Meidžija, da razpusti šogunat Tokugava. Bošinska vojna je dokončno oslabila moč Tokugav.

## Sodobna Japonska (1868–1945)

### Obdobje Meidži (1868–1912)
Obdobje Meidži (明治時代 Meidži džidai) predstavlja obdobje vladavine cesarja Meidžija v času hitre tranzicije Japonske iz izolirane fevdalne države v kapitalistično in imperialistično velesilo na Vzhodu. Cesarju je bila povrnjena imenska vrhovna oblast in leta 1869 se je z družino preselil v Edo, ki so ga preimenovali v Tokio (東京 »vzhodna prestolnica«). Ob prevzemu oblasti so državo namesto petnajstletnega cesarja dejansko vodili t. i. oligarhi Meidži, ki so po mnenju mnogih najbolj vešči državniki v zgodovini človeštva. Japonsko so hitro preobrazili v sodobno nacionalno državo, ki se je postavila ob bok zahodnim imperialističnim velesilam.
Vlada Meidži je opustila neokunfucijonistično slojevito strukturo družbe in fevdalne domene dajmjojev zamenjala s prefekturno organizacijo. Prioritetno so gradili železniško in telegrafsko omrežje, uveljavili so univerzalno šolstvo, dovolili krščanstvo in izvedli velike davčne reforme. Sprožili so vsesplošno zahodnizacijo in najemali strokovnjake iz Zahoda na področjih izobraževanja, rudarjenja, bankirstva, zakonodaje, vojskovanja in transporta. Sprejeli so gregorijanski koledar, popularizirali zahodnjaška oblačila in pričeske, sponzorirali znanost in inovacije (znan Inštitut za nalezljive bolezni je ustanovil Kitasato Šibasaburo leta 1893). V književnosti so se pojavila nova dela pod vplivom evropskih literarnih slogov. Znana so dela Šimeja Futabateja, Ogaja Morija, predvsem pa Sosekija Nacumeja, ki je pisal satirične, avtobiografske in psihološke romane v kombinaciji starega in novega sloga. Vodilna ženska avtorica Ičijo Higuči je pisala po vzorih iz Obdobja Edo.
Vladne inštitucije so se hitro razvijale, saj so mnogi politiki spodbujali ljudsko sodelovanje v politiki. Prvi premier Japonske Hirobumi Ito se je na razvoj odzval z Ustavo Meidži (1889), s katero so ustanovili izvoljen nižji »predstavniški dom« z omejenimi pristojnostmi, ki je bil odvisen od delovanja neizvoljenega zgornjega »doma vrstnikov«. Samo 2 % prebivalstva je smelo voliti. Japonska vojska in kabinet premiera sta bila neposredno odgovorna cesarju in ne izvoljenim uradnikom. Vlada je razvila tudi nacionalni program, po katerem je postal šintoizem narodna vera, cesar pa živi bog. Šole po državi so spodbujale patriotske vrednote in zvestobo cesarju.
V obdobju Meidži se je Japonska hitro usmerila v industrijsko gospodarstvo. Država in posamezniki so prisvajali zahodnjaško tehnologijo množične proizvodnje raznolikih dobrin. Med najuspešnejšimi podjetji so postali ogromni konglomerati v družinski lasti zajbacu, kot sta Mitsubishi in Sumitomo. Industrijska rast je sprožila množično urbanizacijo. Med letoma 1872 in 1920 je delež kmetovalcev padel s 75 % na 50 %. Država je uživala gospodarsko rast, življenja navadnih ljudi so se podaljšala in izboljšala. Število prebivalcev je naraslo iz 34 milijonov leta 1872 na 52 milijonov leta 1915. Vse slabši pogoji za delo v tovarnah so sprožili nemire, mnogi delavci in intelektualci so sprejeli socialistične ideje. Vlada Meidži se je odzvala s strogimi kaznimi za nasprotnike vladavine. Po načrtovanju atentata na cesarja s strani radikalnih socialistov leta 1910 v t. i. incidentu veleizdaje so ustanovili tajno policijo Toko za izkoreninjanje levičarskih agitatorjev. Vlada je leta 1911 predstavila socialno zakonodajo, s katero je omejila delovnik in postavila spodnjo starostno mejo za delo.

#### Vzpon vojske in nacionalizma
Decembra 1871 je ladja Rjukjuan doživela brodolom na Tajvanu in posadka je bila masakrirana. Leta 1874 je Japonska z uporabo incidenta kot pretvezo začela vojaško ekspedicijo na Tajvan, da bi uveljavila svoje zahteve do otokov Rjukju. Gre za zgodnji primer neupoštevanja napotkov civilne vlade, ki je želela takšne provokacije prelagati. Samuraj Aritomo Jamagata je bil glavna figura v ozadju modernizacije in povečanja Japonske cesarske vojske, uvedli so vojaško obveznost za državljane. Nova vojska je leta 1877 zatrla upor Sacumo nezadovoljnih samurajev, zadnjo večjo grožnjo novi oblasti.
Japonska vojska je igrala pomembno vlogo v tujih osvajanjih. Vlada v Tokiu je verjela, da mora Japonska vzpostaviti lastne kolonije, da bi lahko tekmovala z zahodnimi kolonialnimi velesilami. Po prisvojitvi Hokaida in Rjukjujskega kraljestva so se obrnili proti Kitajski in Koreji. Leta 1894 so se japonske in kitajske sile spopadle v Koreji, kjer naj bi zatrle upor Donghak. V sledeči prvi kitajsko-japonski vojni je visoko motivirana in dobro vodena japonska vojska premaga številčnejšo in bolje opremljeno vojsko Kitajske Čing, s čimer so si leta 1895 pridobili otok Tajvan in možnost postavljanja novih trgovinskih pogojev v okviru »neenakih pogodb«. Leta 1902 je Japonska podpisala vojaški pakt z Združenim kraljestvom. V rusko-japonski vojni med leti 1904–1905 so po bitki pri Cušimi, novi japonski vojaški zmagi, Japonci ustavili ruske želje po premoči v Aziji in leta 1905 razglasili protektorat nad Korejo, leta 1910 pa popolno aneksacijo.

### Obdobje Taišo (1912–1926)
V obdobju vladavine cesarja Taiša (大正時代 »Taišo džidai«) so se na Japonskem krepile demokratične inštitucije, saj je bil cesar bolehen in se je politična moč prenašala od oligarhov prejšnjega obdobja k cesarskem parlamentu in demokratičnim strankam. Liberalnim gibanjem, ki so prišla na oblast po t. i. politični krizi Taišo in riževih nemirih leta 1918, pravimo tudi »demokracija Taišo«. Predstavniški dom se je širil v moči vse od leta 1890, leta 1925 so moški dobili volilno pravico. Istega leta pa so sprejeli tudi Zakon za ohranjanje javne varnosti, ki je predpisoval visoke kazni za vse politične disidente, predvsem na levici.
Japonsko sodelovanje v prvi svetovni vojni na strani zaveznikov jim je zagotovilo nove kolonije v južnem Pacifiku, bivša ozemlja Nemčije. Zmaga in sodelovanje pri sestavi Versajske mirovne pogodbe je povzročila nadaljnjo gospodarsko rast in preko Društva narodov tudi dobre diplomatske odnose z mnogimi državami. Veliki potres v Kantoju septembra 1923 je zahteval več kot 100.000 žrtev, zaradi požarov, ki so potresu sledili, je domove izgubilo več kot tri milijone ljudi.
Z vse višjo stopnjo pismenosti in nižanjem cen knjig se je popularnost leposlovja iz obdobja Meidži nadaljevala. Pomembnejši ustvarjalci tega obdobja so bili pisec kratkih zgodb Rjunosuke Akutagava, romanopisec Haruo Sato in pisec popularnih kriminalnih ter mističnih zgodb Edogava Ranpo.

### Predvojno obdobje Šova (1926–1945)
63-letno obdobje vladavine cesarja Hirohita (昭和時代 Šova džidai, dobesedno »obdobje razsvetljenega miru/harmonije«), od 1926 do 1989 je najdaljša v zabeleženi japonski zgodovini. Prvih dvajset let je zaznamoval vzpon skrajnega nacionalizma in vrsta ekspanzionističnih vojn. Po porazu v drugi svetovni vojni so Japonsko prvič v njeni zgodovini okupirale tuje sile, nato pa se je ponovno pojavila kot velika svetovna gospodarska sila.
Njegovo obdobje delimo na predvojno in povojno obdobje. Konec Obdobja Taišo zaznamuje nasilno zatiranje levičarskih strank, ki sta ga navdihovala fašizem in japonski nacionalizem. Skrajna desnica je postajala vplivna v celotni vladi in družbi širše, predvsem pa v kvantunški vojski, ki je bila nastanjena ob južni mandžurski železnici v lasti Japonske. Leta 1931 so zrežirali t. i. mukdenski incident, v katerem naj bi Kitajci razstrelili del železnice, kar se je izkazalo za laž. Vojska je incident izrabila za invazijo na Mandžurijo in nastavitev vlade Mandžukuo brez odobritve japonske vlade. Zaradi mednarodnih obsodb dejanja je Japonska leta 1933 izstopila iz Društva narodov.
Premier Cujoši Inukaj je skušal omejevati moč kvantunške vojske, zato so leta 1932 desni ekstremisti nanj izvedli atentat. Zaradi videnja skrajne desnice in vojske, da politiki služijo samo svoji volji in so pogosto skorumpirani, je bil Inukaj zadnji strankarski premier v predvojnem obdobju. Februarja 1936 je skupina mladih oficirjev izvedla državni udar, v katerem so ubili veliko zmernih politikov, preden je bil udar zatrt. Vojska je kljub nasprotovanju udaru incident izrabila za povečanje moči nad političnim sistemom in za kasnejšo abolicijo političnih strank leta 1940 z ustanovitvijo Zveze za pomoč prestolu. Japonska ekspanzionistična vizija je postajala vse bolj drzna in popularna med politično elito, saj so želeli priključiti več ozemlja za pridobivanje surovin in nastanitev presežka prebivalstva. Leta 1937 je izbruhnila druga kitajsko-japonska vojna. Po zasedbi kitajske prestolnice je japonska vojska izvedla grozljivi nandžinški pokol. Združene države Amerike so nasprotovale invaziji na Kitajsko, zato so uvedle ekonomske sankcije za siromašenje Japonske (embargo na nafto). Japonska se je odzvala s podpisom trojnega pakta z Nemčijo in Italijo leta 1940. Julija 1941 je Japonska še poslabšala odnose z zavezniki, ko je zasedla južno polovico Francoske Indokine in povečala napetosti v Pacifiku. Japonska vojska ni uspela poraziti Čang Kaj-Škove vlade, zato se je vojna na Kitajskem brez večjih premikov nadaljevala do leta 1945. Vloga cesarja Hirohita v vojnah je še vedno predmet spora, saj ga mnogi upodabljajo kot lutko brez moči samoodločbe, drugi pa kot podpornika militarizma.

#### Vojna na Tihem oceanu (1941–1945)
Leta 1941 se je japonska vlada pod premierom Hidekijem Todžom odločila z orožjem prekiniti naftni embargo. 7. decembra 1941 je cesarska vojska izvedla skrivni napad na ameriško mornarico, zasidrano v Pearl Harborju na Havajih. ZDA so uradno vstopile v drugo svetovno vojno na strani zaveznikov. Japonska je potem uspešno zasedla kolonije ZDA, Združenega kraljestva in Nizozemske na Filipinih, v Burmi, v Malaji, Hong Kongu, Singapurju in Nizozemski vzhodni Indiji. Serijo vojaških zmag sta prekinili šele bitka pri otočju Midway junija 1942 in bitka za Guadalcanal. V tem obdobju je japonska vojska zagrešila mnoge vojne zločine, med drugim slabo ravnanje z vojnimi ujetniki, poboje civilistov in uporabo kemičnega ter biološkega orožja. Vojaki so postali slavni po fanatizmu, napadih banzaj in boju do zadnjega. Leta 1944 je cesarska mornarica prvič odposlala pilote kamikaze, ki so namerno strmoglavili svoja letala v ameriške ladje.
Življenje na Japonskem je postajalo za civiliste vse težje, pogoste so bile racionalizacije, izpadi elektrike in nasilno obračunavanje z odpadniki. Leta 1944 so ZDA zasedle otok Saipan, kar jim je omogočilo letalsko bombardiranje japonskih otokov, ki je uničilo kar polovico površin japonskih mest. V bitki za Okinavo med aprilom in junijem 1945 je umrlo 77.166 japonskih vojakov in 140.000 prebivalcev Okinave. Američani so po bitki predvidevali, da bi invazija na japonsko otočje zahtevala življenja pol milijona ameriških vojakov in da se Japonci ne bodo predali.
6. avgusta 1945 so ZDA odvrgle atomsko bombo na Hirošimo in ubile preko 90.000 ljudi. Ta dogodek štejemo za prvi jedrski napad v zgodovini. 9. avgusta 1945 je Sovjetska zveza napovedala vojno Japonski ter zasedla Mandžukuo. Ameriška vojska je istega dne odvrgla drugo atomsko bombo na Nagasaki. 14. avgusta 1945 je cesar Hirohito zaveznikom sporočil brezpogojno japonsko predajo, dan kasneje pa še po nacionalnem radiu v nagovoru (gjokuon-hoso). Japonski ultra nacionalizem se je s tem končal in zgodovina obrnila.

## Povojna Japonska (1945–sedanjost)

### Povojno obdobje Šova (1945–1989)

#### Zavezniška okupacija Japonske (1945–1952)
Japonska je med zavezniško okupacijo doživela velike politične in družbene spremembe. General Douglas MacArthur, vrhovni poveljnik zavezniških sil, je služil kot de facto voditelj Japonske po vojni. Igral je vlogo v sprejetju reform po vzoru New Deala iz leta 1930. Okupator je želel decentralizirati moč na Japonskem, demilitarizirati in demokratizirati japonsko vlado in družbo. Razbili so konglomerate zajbacu (財閥, finančnal klika), lastništvo kmetijskih površin so prenesli na kmete in spodbujali sindikalna združenja, vojsko so razorožili in vrnili samostojnost kolonijam. Skrivna policija Toko je bila razpuščena, zakon za ohranjanje miru pa ukinjen. ZDA so ustanovile Mednarodni vojaški tribunal za Daljni vzhod, ki je sodil vojnim zločincem. Premierjev kabinet je postal odgovoren narodnem parlamentu (国会, Kokkai), cesar pa se je moral odreči božanskemu statusu. Nova japonska ustava je bila sprejeta leta 1947. Zagotavljala je civilne svoboščine, delavske pravice, žensko volilno pravico in v devetem členu prepovedala vojne napovedi drugi državi. Sanfranciška pogodba iz leta 1951 je normalizirala odnose med ZDA in Japonsko, leta 1952 se je okupacija končala. ZDA so obdržale nadzor nad Rjukjujskim otočjem, najdlje, do leta 1972, nad Okinavo. ZDA imajo še vedno operativno vojaško bazo na Okinavi v okviru varnostnega pakta med državama.

#### Povojni ekonomski čudež
Šigeru Jošida je služil kot premier v času okupacije med leti 1946–1947 in spet v letih 1948–1954. Namesto iskanja mesta Japonske v zunanji politiki je poudarjal gospodarski razvoj in prijateljstvo z Združenimi državami Amerike. Povojno gospodarstvo je bilo v slabem stanju, a so varčevalni ukrepi hitro zajezili inflacijo, korejska vojna pa je pomenila velike zaslužke za podjetja. V ozadju visoke rasti je bilo tudi dobro sodelovanje med politiko in gospodarstveniki (poudarjali so težko industrijo, proizvodnjo in izvoz), proizvodnja in razvoj vsakdanjih visokotehnoloških ter kakovostnih izdelkov, tesno sodelovanje z Zahodom na področjih obrambe in ekonomije, dolgi delavniki, omejitve pri sindikalnem združevanju ter dobra globalna gospodarska klima. Japonska korporacije so si zagotovile zveste in vešče delavce preko sistema vseživljenjske zaposlitve.
Do leta 1955 je gospodarstvo preseglo predvojno raven, leta 1968 pa je Japonska postala drugo največje gospodarstvo na svetu. Gospodarska rast do naftne krize leta 1973 je v poprečju dosegala vrtoglavih 10 % na leto, po njej pa vse do leta 1991 v povprečju 4 %. Do leta 1990 se je pričakovana življenjska doba hitro višala, prebivalstvo je naraslo na 123 milijonov. Japonska je postala največji proizvajalec avtomobilov ter vodilni proizvajalec elektronike. Leta 1987 je postala Tokijska borza največja na svetu, v finančnem mehurčku, ki je sledil, se je nenadzorovano večal obseg nepremičninskih in delniških posojil.
Leta 1956 se je Japonska pridružila Organizaciji združenih narodov, svojo mednarodno naravnanost pa je pokazala tudi z gostovanjem poletnih olimpijskih iger v Tokiu leta 1964. Med hladno vojno se je postavila na stran ZDA, kar pa je povzročilo nemalo nasprotovanja med prebivalstvom. Tudi rekonstrukcijo japonske vojske v obliki Japonskih samoobrambnih sil leta 1954 so mnogi Japonci videli kot kršitev 9. člena ustave. 1960 se je več sto tisoč protestnikov odpravilo na ulice v nasprotovanju amandmajem k japonsko-ameriškem varnostnem paktu. Odnosi z Rusijo  so se normalizirali leta 1956 kljub sporu glede lastništva kurilskih otokov, odnosi z Južno Korejo pa leta 1965 kljub sporu glede lastništva čeri Tokto. Leta 1972 je država zamenjala uradno stališče glede legitimne vlade na Kitajskem iz vlade na Tajvanu (Republike Kitajske) na vlado Ljudske republike Kitajske.
Med kulturno pomembnejše dogajanje takoj po okupaciji štejemo zlato dobo japonskega filma, do katere je prišlo zaradi odprave vladne cenzure, nizkih produkcijskih stroškov, razširitve spektra filmskih tehnik in tehnologij, pa tudi veliko domače občinstvo, saj je bilo drugih oblik zabave manj.

### Obdobje Heisei (1989–2019)
Začetek obdobja vladavine cesarja Akihita (平成時代 »Heisei džidai«) je zaznamoval pok finančnega mehurčka, cene delnic in zemlje so padale in Japonska je padla v deflacijsko spiralo. Banke niso mogle spodbuditi okrevanja zaradi velikih dolgov, vse skupaj pa je poslabšal tudi padec rodnosti. 1990-im na Japonskem pravijo tudi »izgubljeno desetletje«, slabo okrevanje pa se nadaljuje do danes, saj predkrizne ravni še niso ujeli. Sistem vseživljenjske zaposlitve je propadel in brezposelnost je rasla. Korupcijski škandali so pretresli Liberalno demokratsko stranko, ki državo skoraj neprekinjeno vodi vse od konca vojne.
Obravnavanje vojne zapuščine je večkrat poslabšalo odnose s prizadetimi državami, saj so bila uradna opravičila nezadostna ali neiskrena. Nacionalistični politiki so pogosto zanikali vojne zločine, mnogi učbeniki so bili napisani na novo, obiski politikov k svetišču Jasukuni, posvečenemu padlim v vojnah za Japonsko (med njimi 1068 obsojenih vojnih zločincev) so sprožili proteste v Vzhodni Aziji. Leta 2015 so povečali vlogo samoobrambnih sil v mednarodnih sporih, čemur so mnogi nasprotovali.
Kljub finančnim težavam se je po svetu razmahnila japonska popularna kultura, vključno z videoigrami, animeji in mangami, ki so postali fenomen med mladimi po svetu.
11. marca 2011 je Japonsko prizadel eden najmočnejših potresov v zapisani zgodovini. Cunami, ki je potresu sledil, je povzročil veliko škodo na jedrski elektrarni Fukušima 1 in izpust velike količine jedrskega sevanja. Japonska družba se spopada tudi s povišano pojavnostjo življenskega sloga brez spolnosti.

## Japonska družba skozi zgodovino
Družbeno razslojevanje se je prvič pojavilo v obdobju Jajoj, ko se je bogastvo s pojavom kmetijstva bogastvo začelo monopolizirati v elitah. Do leta 600 se je razvila struktura s plemiči, družinami bogatih lokalnih magnatov, navadnimi ljudmi in sužnji. Velika večina je bilo navadnih ljudi, ne-plemičev, kot so kmetovalci, trgovci in obrtniki. V obdobju Heian se je vladajoča elita razdelila na aristokrate, budistične svečenike in samuraje, ki so začeli prevladovati v obdobjih Kamakura in Muromači. Za ti dve obdobji je značilen vzpon trgovskega sloja, ki je postajal raznolik in specializiran.
Ženske so sprva uživale enake pravice kot moški, saj prazgodovinski arheološki dokazi z zahoda Japonske kažejo naklonjenost k vladaricam. Ženske cesarice se pojavljajo do ustave Meidži iz leta 1889, ki je zapisala samo moško dedovanje prestola. S sistemom ricurio iz 7. in 8. stoletja je bil uzakonjen patriarhat po konfucijanskem vzoru (družinski register je imenoval moškega za glavo gospodinjstva), zato je prišlo po obdobju Heian do počasnega zatona nekoč pomembnih funkcij, ki so jih ženske zasedale v vladi. Mnogi vojaški in zemljiški zakoniki so ostali nevtralni.
Status žensk je začel v 14. stoletju iz neznanih razlogov hitro padati. Izgubile so pravico do dedovanja zemlje, videne so bile kot manjvredne glede na moške. Hidejošijev popis zemljišč v 90. letih 16. stoletja je zacementiral moške kot lastnike zemljišč. Med ameriško okupacijo Japonske so ženske pridobile enakopravnost, a so bile še vedno diskriminirane pri iskanju zaposlitve. Leta 1986 je gibanju za pravice žensk uspelo prepričati zakonodajne organe v sprejetje zakona o enakosti zaposlitvenih možnosti za oba spola, a so še vedno zasedale zgolj 10 % mest v upravah podjetij.
Suženjstvo je bilo odpravljeno med Hidejošijevim popisom zemlje, ki je dal vsem obdelovalcem zemlje status navadnega človeka.
Med vladavino šogunata Tokugava je postala razredna delitev še bolj rigidna. Neokonfucijanistična hierarhija štirih poklicev je družbo delila na vladajočo elito, kmete, obrtnike in na dnu trgovce. Dvorjani, kleriki, izobčenci, zabavljači in delavci niso spadali v to strukturo. Za različne sloje so veljali različni zakoniki, poroke med sloji so postale prepovedane, mesta so bila razdeljena na več delov glede na sloje, ki so v njih živeli. Stratifikacija ni imela bistvenih ekonomskih učinkov. Mnogi samuraji so živeli v revščini, bogastvo trgovcev pa je z razvojem trgovine in urbanizacijo raslo. Z obnovo Meidži je sledil premik, v katerem so si trgovci obetali vse več političnega vpliva.
Kljub odpravi slojev se je družba obdobja Meidži delila na novi srednji razred kapitalistov, starejši srednji razred lastnikov manjših trgovin, ruralne lastnike zemlje in kmete. Bogastvo se je razporedilo še bolj neenakomerno. Šele med drugo svetovno vojno in po njej se je trend obrnil. V povojnih anketah se je kar 90 % prebivalcev opredelilo za pripadnike srednjega razreda.
V 15. in 16. stoletju so se pojavile komune izobčencev, ki so se ukvarjali s t. i. nečistimi poklici kegare, kot so delo z usnjem in z mrtvimi. Ti ljudje, ki so jih kasneje imenovali burakumin, niso spadali v družbeno shemo obdobja Edo, zaradi česar so trpeli diskriminacijo, ki sega še v današnji čas, saj imajo s takšnim ozadjem težave pri iskanju službe in pridobivanju izobrazbe.